# Atri (Rishi)
Pour les articles homonymes, voir Atri.
Atri est le nom de l'un des sept Rishi primordiaux mentionnés dans la Rigveda-samhita. Comme plusieurs autres Rishi (chantre-auteur des hymnes védiques), Atri est au départ une forme du dieu Agni. 

## Étymologie
Jean Haudry a proposé d'interpréter la forme átri- à partir de tari- vaincre, comme signifiant « invincible » une qualification du Feu.

## Rigveda
La première occurrence de Atri dans le texte de la Rigveda-samhita se trouve dans un hymne à Agni composé par Prascanwa : « ... écoute l'invocation de Prascanwa, comme jadis celle de Priyamédha, d'Atri, de Viroûpa, d'Angiras ». Ce texte figure dans le premier cycle (mandala) du Rig-Véda; en note, Alexandre Langlois confirme que Atri et Angiras sont deux Rishi très anciens.
Angiras et Atri sont cités dans un hymne composé par Savya (un fils d'Angiras) en l'honneur d'Indra : « À la prière des Angiras, tu as ouvert l'antre qui renfermait les vaches. Tu as guidé Atri dans la prison aux cent portes ». En note, Langlois raconte que Atri souffrait sous une forte chaleur dans une pîdayantragriha, prison aux cent portes où les Asuras l'avaient enfermé, lorsque Indra et les Ashvins lui envoyèrent une pluie bénéfique en récompense des prières par lesquelles Atri les avaient honorés.
Coutsa rappelle ce fait dans un hymne qu'il adresse aux Ashvins : « La puissance avec laquelle vous avez rendu Soutchanti riche et puissant; avec laquelle vous avez apaisé en faveur d'Atri le brillant et fortuné Agni ... ». Dans le même hymne honorant les Ashvins, Coutsa dit plus loin : « La puissance avec laquelle, ô vaillants, vous avez arrachés au danger Sayou, Atri, et l'antique Manou ... ». Manou est le père et le guide des Aryas, le citer ici avec Sayou et Atri confère à ce dernier une très haute antiquité.

## Mythologie
L'exploit majeur d'Atri est d'avoir, en compagnie des siens, remis dans le ciel le soleil caché par l'asura Súarbhānu « Frappe Soleil » ce qui justifie son nom. Atri a néanmoins agi en prêtre et en poète, non en guerrier, au moyen d'une « formule », bráhman-, raison pour laquelle le Śatapatha brāhmaṇa (14,5,2,6) en fait un fils de Vāc « parole ».

## Hindouisme
Le Rishi Atri est cité dans les antiques purana mais aussi dans l'épopée Mahābhārata.